# ワンエイトプロモーション
株式会社ワンエイトプロモーション（英文社名；ONE EIGHT PROMOTION INC.）は、東京都渋谷区に本社を置く日本の芸能プロダクション。

## 沿革・概要
- 2004年4月 - 株式会社メディアプロジェクト21に所属しているタレントのほとんどを引き継ぐ形で、東京都渋谷区恵比寿1-21-8 セラ51ビル7F、大阪府大阪市西区新町2-3-9 センユー四ツ橋2Fに設立。
- 2006年1月 - 関連会社「有限会社エスピーワン」を設立。また、同年中旬に大阪オフィスを閉鎖。
- 2007年1月 - 事務所を東京都新宿区四谷4-6-10 ヴィクトリアセンタービル3Fに移転。
- 2010年12月27日 - 事務所を東京都渋谷区渋谷1-7-1 渋谷S-6ビル2Fに移転[2]。
- 2011年9月 - 関連会社「株式会社ナインズプロモーション」を設立[3]。

## 所属タレント
※2025年3月現在
- 相沢菜々子（業務提携）
- 赤城ありさ
- 麻倉みな
- 天野ちよ
- 上原わかな
- 大塚遥
- 金沢呂偉（プロサーファー）
- 神木彩花（FULIT BOX）
- 上山キアヌ久里朱（プロサーファー）
- 久瀬あおい
- 楠瀬るり
- 琴川あみ（FULIT BOX）
- さかいゆりや
- 坂井鈴奈（FULIT BOX）
- 佐々木萌香
- 沢美沙樹
- 苑田桃（FULIT BOX）
- たけうち亜美
- 立花ことり（FULIT BOX）
- 辰巳奈都子
- 葉月美優（業務提携）
- 平嶋夏海（元AKB48）
- 平田良介（中日ドラゴンズコーチ）
- 藤井マリー
- 真木しおり
- 水城かおり
- 百崎羽華
- やのほのか（元STU48・矢野帆夏）
- 山岡聖怜（プロレスラー）
- 山岡雅弥
- 吉乃愛恵

## かつて所属していたタレント
- 相川友希
- 相沢陽子
- 葵ゆりか
- 葵井りらん
- 青島あきな（別名：大田明奈）
- 青山華佳
- 赤松寛子
- 浅田ほのか（別名：Motoka）
- 浅野舞
- 東ユリ
- あべみほ
- 雨坪春菜
- あや
- 有沢瞳
- 安西結花
- 五十嵐みさ
- 伊倉舞（別名：渡辺舞）
- 池原冬実
- 市橋直歩
- 伊藤まさみ
- 絃花みき
- 犬宮えむ
- 上島はるか
- 植田早紀
- 上原ゆい
- 宇賀仁美
- 内山智花
- 江藤菜摘
- 及川あゆみ
- 大石里紗（別名：大石里沙）
- 大崎みゆ
- 大城さき
- 大竹まゆ
- 大友さゆり
- 岡村麻純（業務提携：2TOUCH）
- 忍野さら
- 海東真実
- 甲斐はるか
- 桟里澄
- 勝木友香
- 香月わかな
- かとうはなえ
- 神谷ゆう子
- 河上智子
- 河瀬杏美（業務提携：エモーションカンパニー）
- 木本優
- 工藤結葉
- 久保田杏奈
- 来栖あつこ
- 黒崎リコ
- 小池りえ
- 小泉奈央
- 幸田ゆの
- 河野なつみ
- 小島由利絵
- 小塚舞子
- KONAN（元SDN48）
- 近藤みやび
- 才木玲佳
- 斉藤奈波
- 斉藤未知
- 沙倉しずか
- 桜井あさみ
- 桜井まい
- 佐咲愛
- 佐藤衣里子
- 佐藤珠風
- 里中あや
- 椎名ゆか
- 篠原冴美
- 白沢マリナ
- 杉元聖子
- すずきかすみ
- 瀬戸香織（別名：月城まおら）
- 相馬あさみ
- 高瀬洋子
- 高塚麻奈
- 高梨れい
- 高橋彩夏
- 竹内アクサ
- 竹内ともえ
- たけC。
- 立花あかり
- 立花ゆか
- 田中いちえ
- 谷口裕美
- 知春
- つばきあみ
- 堂元まほ
- 冨永亜矢乃
- 豊田瀬里奈
- 内藤みのり
- 長崎ちほみ
- 永作あいり
- 永瀬あや
- 長田美成（元FULIT BOX）
- 中村真由美
- 中村悠斗（業務提携：BESIDE）
- 奈良歩実
- 成海舞（別名：井上舞妃子）
- 西島亜希（別名：相澤亜希、相内あき）
- 西島千博（業務提携：A&H JAPAN）
- 西村真依
- 西脇理恵（別名：すぎはら美里）
- 野崎亜里沙
- 橋本梨華
- 長谷川ゆう（別名：yuu.）
- 葉月まり
- 葉月みなみ
- 服部美貴
- 初音みう（別名：Miu.）
- 花井ゆき（別名：やない由紀）
- 浜崎真衣実
- 林杏菜
- 早瀬慧
- はるかぜ.（別名：青井春）
- 春名美波
- 春菜めぐみ
- 春野うらら
- 柊みずほ
- 東森美和
- 樋口理英
- びびこイスカンダル
- 広瀬咲
- 比留川まい（別名：比留川マイ）
- 福嶋千秋
- 藤崎あかね
- ベガ山本
- 星河ユカリ
- 牧野泉
- 松本さゆき（業務提携：エスピーワン）
- 松本圭世
- まろか
- 水生二千花
- 水嶋美有
- 水谷さくら
- 水谷幸恵
- 水乃麻奈（別名：高塚麻奈）
- みなみ
- 宮沢菜実
- 宮野由梨
- 望月心愛
- 森下まゆみ
- 森戸みほ
- 安井まな美
- 安枝瞳
- 安倉みきほ
- 山中絢子
- 山野上葵
- 山村ケレール
- 山本リエ
- 雪音まりな
- 優月（業務提携：アイズ）
- 湯原麻里絵
- 横谷愛佳
- 横町ももこ
- 吉岡美穂
- 吉木りさ（業務提携：フィットワン）
- 吉田悦子
- 吉田有希
- レネ・ロベロ
- 若松朋加
- 和地つかさ

## 関連会社
- 有限会社エスピーワン
- 株式会社ナインズプロモーション
  - 設立：2011年9月
  - 所在地：東京都渋谷区
  - 所属タレント：遠藤有栖、平崎里奈、櫻田愛実、小川舞子、尾崎礼香、戸門ろん、宝生真里奈、青宮灯里、川島愛里沙、北野真妃、藤崎朱香、浜田あさみ、あらた唯、榎本凛
  - 業務提携タレント：黒沢美怜、樹智子、よもぎちゃん
  - かつて所属していたタレント：神崎紗衣、如月さや、桜井未来、里中あや、永富仁菜、長谷川ゆう、細川ふみり、百瀬はる夏